# Sallertaine
Sallertaine ist eine französische Gemeinde mit 3.390 Einwohnern (Stand: 1. Januar 2022) im Département Vendée in der Region Pays de la Loire; sie gehört zum Arrondissement Les Sables-d’Olonne und zum Kanton Challans. Die Einwohner werden Sallertainois genannt.

## Geographie
Sallertaine liegt im Nordwesten des Départements. Umgeben wird Sallertaine von den Nachbargemeinden Saint-Gervais im Norden und Nordwesten, Châteauneuf im Norden und Nordosten, La Garnache im Osten und Nordosten, Challans im Osten und Südosten, Le Perrier im Süden, Saint-Jean-de-Monts im Südwesten, La Barre-de-Monts im Westen sowie Saint-Urbain im Westen und Nordwesten.

## Bevölkerungsentwicklung
| 1962 | 1968 | 1975 | 1982 | 1990 | 1999 | 2006 | 2012 |
| ---- | ---- | ---- | ---- | ---- | ---- | ---- | ---- |
| 1844 | 1784 | 2080 | 2325 | 2245 | 2235 | 2628 | 2832 |

## Sehenswürdigkeiten
Siehe auch: Liste der Monuments historiques in Sallertaine
- Kirche Saint-Martin aus dem 12. Jahrhundert
- Kirche Saint-Martin aus dem Jahre 1911
- Mühle Raire, seit 1560 erwähnt
- Mühle Arnaudeau
- Rathaus

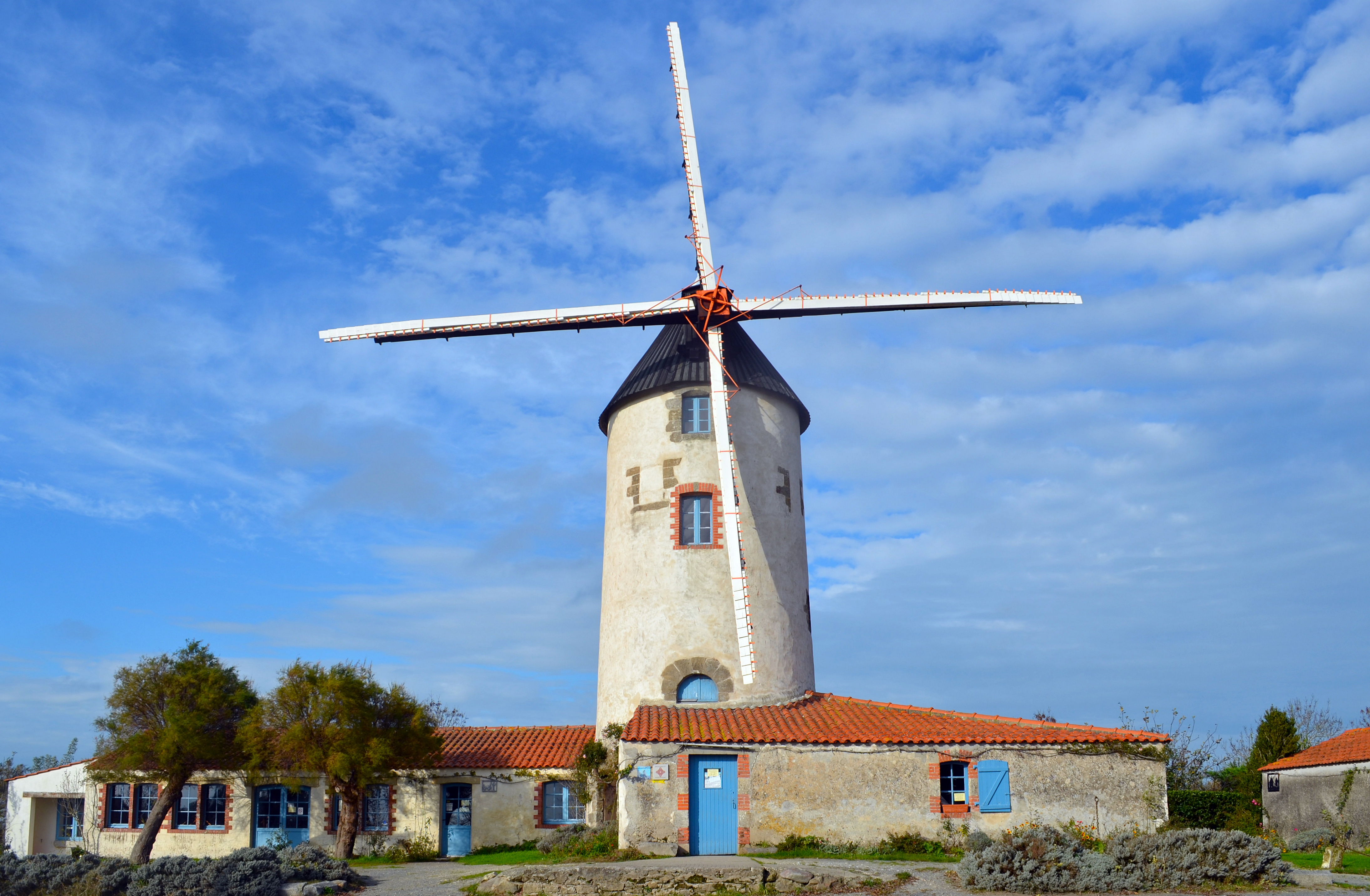
Mühle Raire
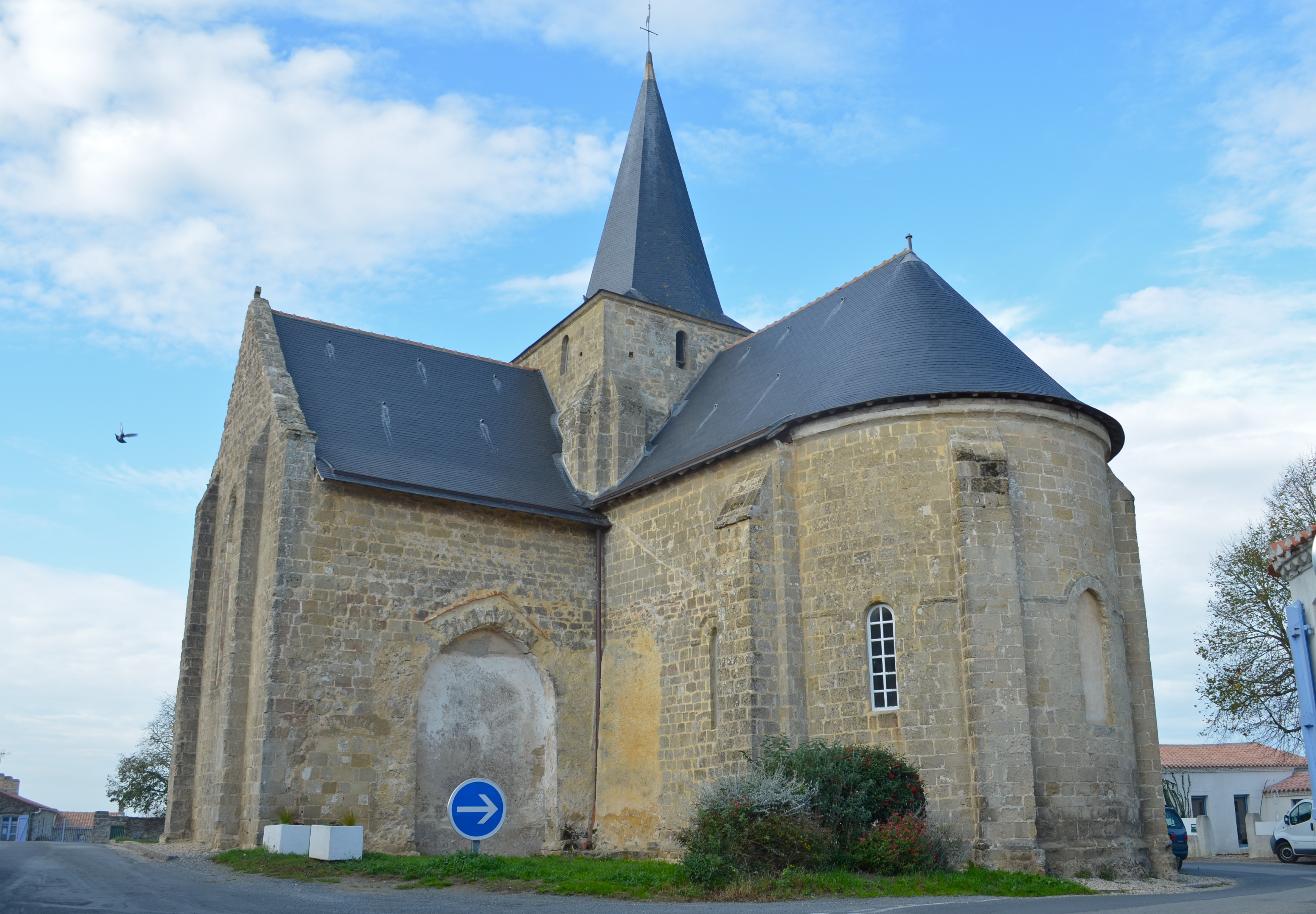
"Alte" Kirche Saint-Martin
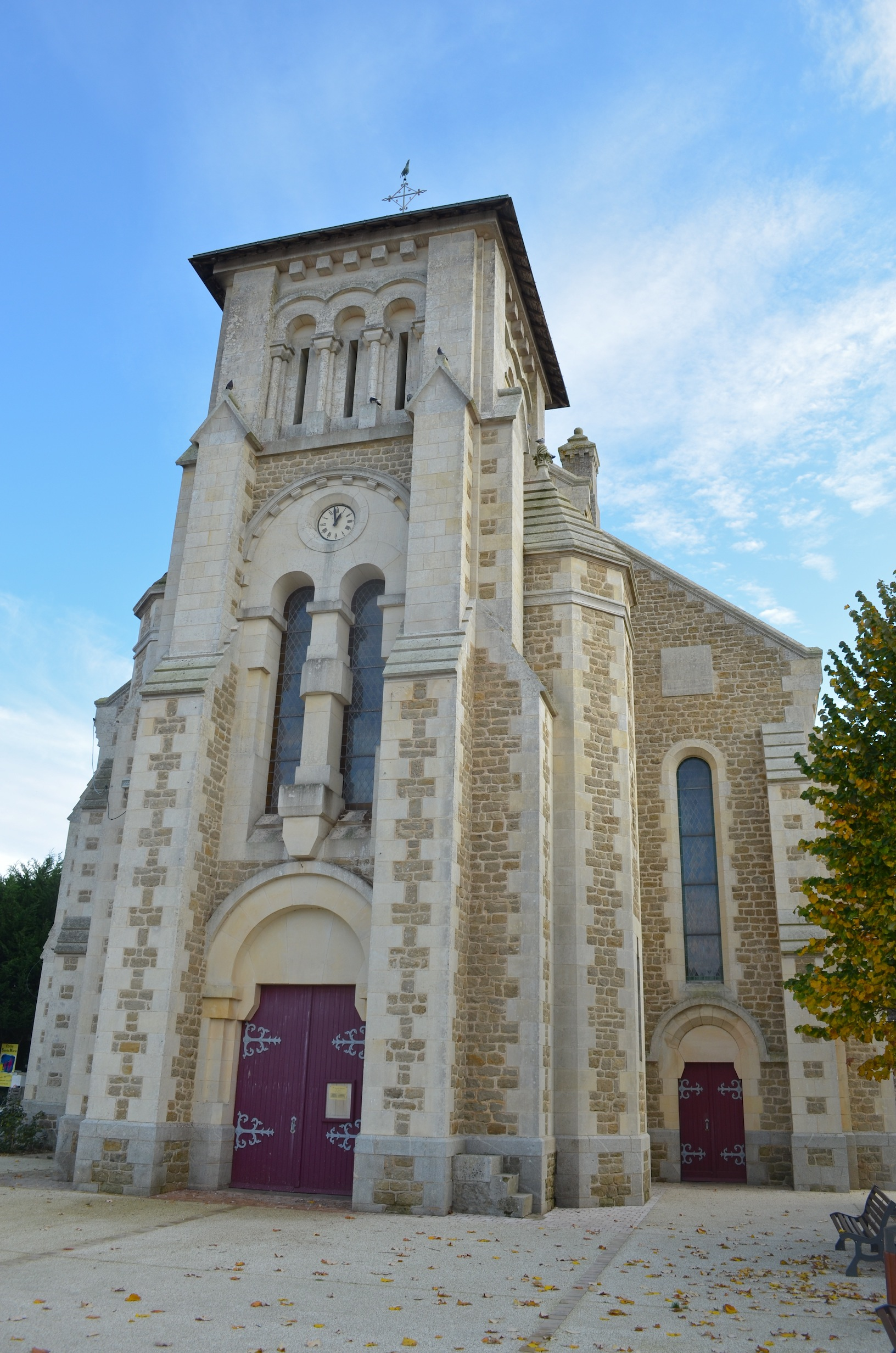
"Neue" Kirche Saint-Martin